# العمارة الهندية المنحوتة في الصخر

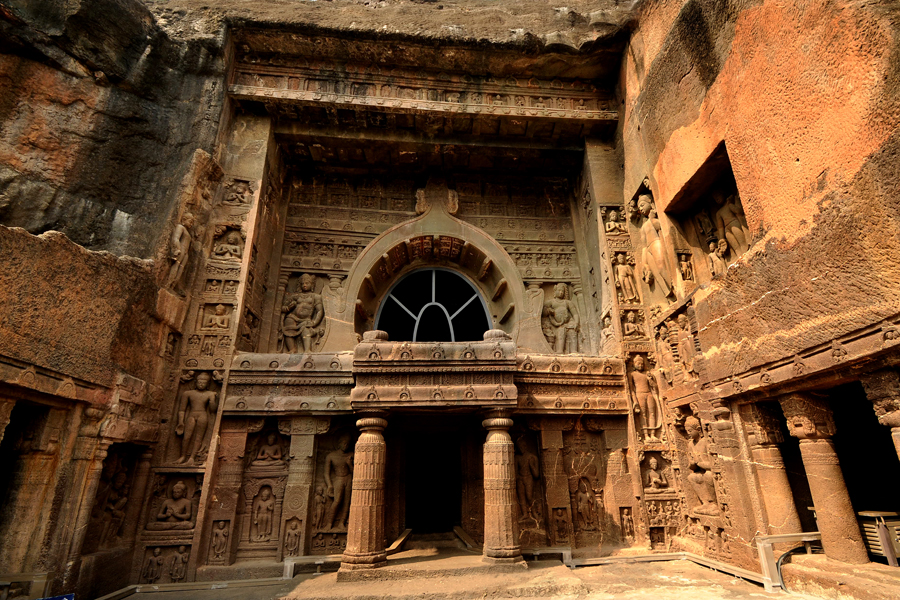
الكهف التاسع عشر في أجانتا من القرن الخامس.

العمارة الهندية المنحوتة في الصخر (بالإنجليزية: Indian rock-cut architecture)‏ أكثر تنوعًا وتوجد في وفرة أكثر من أي شكل آخر للعمارة المنحوتة في الصخر حول العالم. العمارة المنحوتة في الصخر هي ممارسة يتم بها إنشاء هيكل عن طريق نحته من الصخور الطبيعية الصلبة. تُزال الصخور التي ليست جزءًا من المبنى لتبقى الصخور التي تكوّن العناصر المعمارية للجسم الداخلي المحفور فقط. هذا النوع من العمارة ذو طابع ديني في الغالب.
هناك أكثر من 1500 مبنى من المباني المنحوتة في الصخر المعروفة في الهند. تحتوي العديد من هذه الهياكل على أعمال فنية ذات أهمية عالمية، ومعظمها مزين بمنحوتات حجرية رائعة. تمثل هذه الهياكل من الفترات القديمة والعصور الوسطى إنجازات مهمة في الهندسة الإنشائية والحرفية. غالبًا ما تُذهل الجهود التي بذلت الزوار، ولكن من وجهة نظر أخرى، فإن الهيكل المنحوت في الصخر هو محجر صخري مزخرف؛ إذ يتم وضع معظم الحجارة التي تمت إزالتها ضمن استخدامات اقتصادية في مكان آخر.
في الهند، لطالما اعتبرت الكهوف أماكن مقدسة. يُعتقد أن الكهوف التي تم توسيعها أو صممت بواسطة البشر بشكل كامل مقدسة مثلها مثل الكهوف الطبيعية. تم تصميم المعابد في جميع المباني الدينية الهندية، حتى تلك القائمة بذاتها، ليكون لها نفس شعور الكهف، إذ تكون صغيرة الحجم ومظلمة بشكل عام، ودون ضوء طبيعي. عُثر على أقدم عمارة منحوتة في الصخر في كهوف باربار، بهار، والتي بنيت حوالي القرن الثالث قبل الميلاد. عثر على معابد كهوف مبكرة أخرى في هضبة الدكن الغربية؛ وهي في الغالب أضرحة وأديرة بوذية، يرجع تاريخها بين 100 قبل الميلاد و170 بعد الميلاد. في الأصل، ارتبطت بها هياكل خشبية في الغالب، والتي قد تكون تلفت مع مرور الوقت.
تاريخيًا، نقل الحرفيون عناصر التصميم في عمارتهم المنحوتة في الصخر من الخشب: نحت حرفيون مهرة الصخور لمحاكاة ملمس، وطبع، وهيكل الخشب. تشمل أقدم معابد الكهوف كهوف بهاجا، وكهوف كارلا، وكهوف بيدس، وكهوف كانهيري، وبعض كهوف أجانتا. تشير الآثار الموجودة في هذه الكهوف إلى وجود صلة بين الجانبين الديني والتجاري. من المعروف أن المبشرين البوذيين رافقوا التجار في طرق التجارة الدولية المزدحمة عبر الهند. تضم بعض معابد الكهوف الأكثر فخامة، المفوضة من التجار الأثرياء، أعمدة وأقواس وواجهات متقنة. صُنعت هذه المعابد خلال الفترة التي ازدهرت فيها التجارة البحرية بين الإمبراطورية الرومانية وجنوب شرق آسيا.
على الرغم من أن المعابد الهيكلية القائمة بذاتها كانت تُبنى بحلول القرن الخامس، استمر بناء معابد الكهوف المنحوتة في الصخر في ذات الفترة. أصبحت عمارة الكهوف المنحوتة في الصخر في وقت لاحق أكثر تطورًا، كما هو الحال في كهوف إلورا. يعتبر معبد كيلاسا الموحد ذروة هذا النوع من البناء. على الرغم من استمرار بناء معابد الكهوف حتى القرن الثاني عشر، إلا أن العمارة المنحوتة في الصخر أصبحت هيكلية بالكامل تقريبًا. أي أنه تم قطع الصخور إلى كتل واستخدامها لبناء هياكل قائمة بذاتها. كان كايلاش آخر معبد باهر تم نحته من الصخر. تم العثور على العديد من النقوش الصخرية، والمنحوتات البارزة المنحوتة في سطوح الصخور، خارج الكهوف أو في مواقع أخرى. لا تزال تتم اكتشافات جديدة لمواقع صغيرة نسبيًا لنحت الصخور، معظمها بوذية، في القرن الحادي والعشرين، خاصة في هضبة الدكن.

## الكهوف الطبيعية المبكرة
أقدم الكهوف التي يستخدمها البشر كانت الكهوف الطبيعية التي يشغلونها أو يستخدمونها لمجموعة متنوعة من الاستعمالات، مثل الأضرحة والملاجئ. تشير الدلائل إلى أن الكهوف كانت مشغولة لأول مرة وعُدلت بشكل طفيف خلال فترات العصر الحجري القديم والمتوسط، حتى حوالي 6000 قبل الميلاد. لم يتم تصنيف هذه التعديلات على أنها عمارة. وشملت الأمثلة المبكرة تزيين الصخور المتدلية بتصميمات النقوش الحجرية. تقع ملاجئ بيمبتكا الصخرية، المصنفة الآن كموقع للتراث العالمي لليونسكو، على حافة هضبة الدكن، حيث ترك التآكل الكبير نتوءات ضخمة من الحجر الرملي. وجد الباحثون أدوات بدائية ولوحات صخرية زخرفية من صنع البشر في العديد من الكهوف والمغارات في المنطقة، أقدم اللوحات تعود إلى حوالي 8000 سنة قبل الميلاد.
خلال فترة بوذا (حوالي 563/480 أو حوالي 483/400 قبل الميلاد)، كان الرهبان البوذيون أيضًا معتادون على استخدام الكهوف الطبيعية، مثل كهف سابتابارني، جنوب غرب راجير، بهار. يعتقد الكثيرون أنه الموقع الذي قضى فيه بوذا بعض الوقت قبل وفاته، وحيث تم عقد أول مجلس بوذي بعد وفاة بوذا (بارانيرفانا). استخدم بوذا نفسه كهف إندراسالا للتأمل، وبدأ تقليدًا باستخدام الكهوف، الطبيعية أو من صنع الإنسان، كمعتزلات دينية، واستمر هذا لأكثر من ألف عام.

## الكهوف الاصطناعية في شرق الهند (القرنان الثالث والثاني قبل الميلاد)
في القرن الثالث قبل الميلاد، بدأت العمارة الهندية المنحوتة في الصخر بالتطور، بدءًا بكهوف باربار المعقدة للغاية والمدعومة من الدولة في بهار، والمخصصة شخصيًا من قبل الإمبراطور أشوكا حوالي 250 قبل الميلاد. تُظهر هذه الكهوف الاصطناعية مستوى مذهل من المهارة التقنية، إذ تُقطع صخور الجرانيت شديدة الصلابة بطريقة هندسية وتُصقل لتصبح ذات سطح كالمرآة.
هناك كهف آخر بنفس خصائص الصقل والبناء لكهف باربار، ولكن بدون أي نقش. هذا هو كهف سيتامارهي، على بعد 20 كم من راجير، وعلى بعد 10 كم جنوب غرب هيسوا، يرجع أيضًا لإمبراطورية موريا. هي أصغر من كهوف باربار، بقياس 4.91 × 3.43 متر فقط، مع ارتفاع سقف 2.01 متر. المدخل شبه منحرف أيضًا، كما هو الحال بالنسبة لكهوف باربار.
وأخيرًا، تشترك كهوف سونا بهاندار الجاينية في راجير، والتي يعود تاريخها عمومًا إلى القرنين الثاني والرابع الميلادي، في هيكل واسع يذكر بكهوف باربار وببعض المناطق الصغيرة فيه من الصقل غير المنتظم، ما يدفع بعض المؤلفين إلى اقتراح أنها قد تكون في الواقع في نفس فترة، وحتى قبل، كهوف باربار، وخلقت بشكل ملائم سابقة وخطوة تطورية لكهوف باربار.
إلى الجنوب الشرقي من بهار، كهوف عدياجيري وخانداجيري، تم بناء كهوف طبيعية جزئيًا واصطناعية جزئيًا بالقرب من مدينة بوبانسوار في أوديشا، الهند. تقع الكهوف على تلالين متجاورين، هما عديجيري وخانداجيري، المشار إليهما باسم جبال كوماري في نقش هاثاجمبا. يوجد فيهما عدد من الكهوف المنحوتة بشكل دقيق وزخرفي وبنيت خلال القرن الثاني قبل الميلاد. يعتقد أن معظم هذه الكهوف نحتت ككتل سكنية لرهبان الجاينية في عهد الملك خرافيلا. عديجيري يعني «شروق الشمس» وفيه 18 كهفًا بينما يملك خرافيلا 15 كهفًا.

## الكهوف الاصطناعية في غرب الهند
بعد كهوف باربار، بذلت جهود كبيرة لبناء الكهوف الدينية في غرب الهند حتى القرن السادس الميلادي. ومع ذلك، تم التخلي عن عادة صقل جدران الكهوف، ولم يتم إحيائها أبدًا. لا يوجد صقل أيضًا في الكهوف الفخمة مثل كهوف كارلا (القرن الأول الميلادي) أو كهوف أجانتا (القرن الخامس الميلادي). قد يرجع هذا إلى حقيقة أن الكهوف الموريانية تم تخصيصها ورعايتها من قبل الحكومة الإمبراطورية المورينية، مما سمح بإنفاق موارد وجهود ضخمة، في حين أن الكهوف اللاحقة كانت في الأساس نتيجة تبرعات من عامة الشعب، الذين لم يتمكنوا من تحمل نفس المستوى العالي من الإنفاق.